# Exército Real Húngaro
O Exército Real Húngaro (em húngaro: Magyar Királyi Honvédség, em alemão: Königlich Ungarische Armee) foi o nome dado às forças terrestres do Reino da Hungria no período de 1922 a 1945. Seu nome foi herdado do Honvéd Real Húngaro, que tinha o mesmo título húngaro de Magyar Királyi Honvédség de 1867 a 1918. Inicialmente restrito pelo Tratado de Trianon a 35.000 homens, o exército foi constantemente atualizado durante a década de 1930 e lutou ao lado das potências do Eixo durante a Segunda Guerra Mundial.

## História

### Antecedentes
Como potência vencida na Primeira Guerra Mundial, a Hungria praticamente não cresceu nos anos imediatamente posteriores à guerra, graças às demandas territoriais de seus antigos e novos estados vizinhos, o Reino da Romênia, a Tchecoslováquia e o Reino dos Sérvios, Croatas e Eslovenos. O Exército Vermelho Húngaro, formado durante o período da República Soviética Húngara, no qual muitos veteranos da guerra mundial se alistaram, foi derrotado pelos exércitos aliados na Guerra Húngara-Romena de 1919. A consequência foi que grandes áreas da Hungria foram ocupadas e muitas regiões que a Hungria havia reivindicado foram finalmente perdidas.

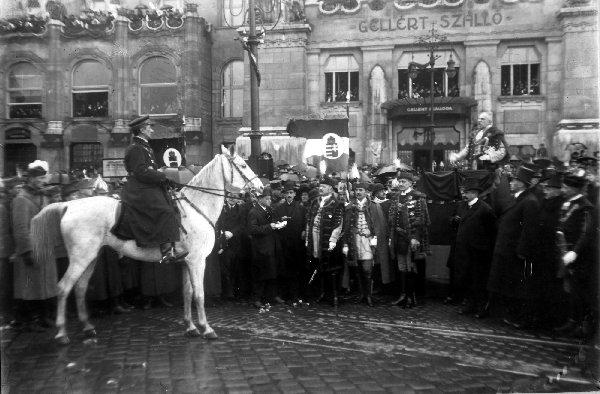
Almirante Horthy durante a entrada do Exército Nacional em Budapeste, novembro de 1919

Em julho de 1919, o antigo comandante-chefe da Marinha Austro-Húngara, Almirante Miklós Horthy, começou a criar o "Exército Nacional" (em húngaro: Nemzeti Hadsereg) conforme as instruções do governo de oposição. Isso foi apoiado por ex-oficiais k.u.k. como Gyula Gömbös, Döme Sztójay e Anton Lehár. Após a retirada das tropas romenas em 1919/20, eles assumiram a defesa do país, mas permaneceram dependentes da boa vontade das potências vitoriosas que se reuniram na Conferência de Paz de Paris.

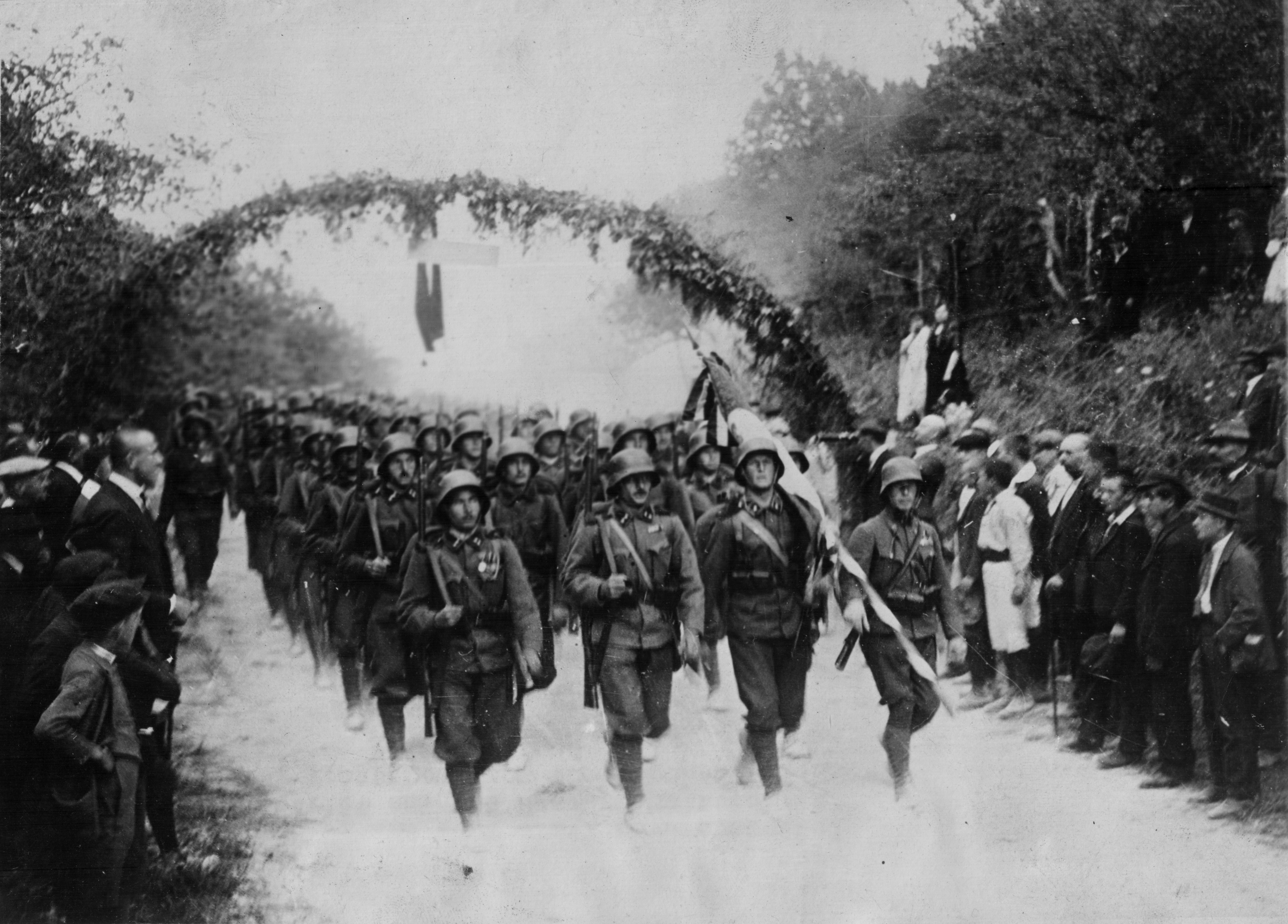
Tropas húngaras ocupam Baranya, que havia sido previamente limpa pelo exército iugoslavo, em setembro de 1921

O Tratado de Trianon, assinado em 4 de junho de 1920, confirmou as perdas territoriais da Hungria e restringiu suas forças armadas a uma organização voluntária de 35.000 homens. Armas pesadas, como artilharia pesada, tanques, aeronaves e canhões antiaéreos, foram proibidas, assim como a criação de um estado-maior. O cumprimento dessas restrições era supervisionado por uma comissão de controle aliada.

### Primeiros anos

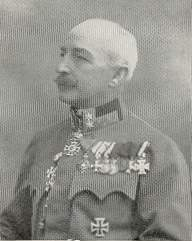
General Pál Nagy, o primeiro comandante do Exército Real Húngaro

Em 4 de janeiro de 1922, o Exército Nacional foi renomeado para Exército Real Húngaro. Em 11 de maio de 1922, a nova organização foi criada com sete distritos militares, cada um defendido por uma brigada mista (em húngaro: Vegyesdandár). Além disso, havia duas brigadas de cavalaria e três batalhões de engenheiros.
A duração do serviço militar era de três anos. O treinamento pré-militar sob a supervisão de oficiais do exército era realizado na organização juvenil Levente, fundada em 1921. A partir dos dez anos de idade, os meninos que queriam seguir a carreira de oficial podiam frequentar uma escola secundária militar. Os oficiais em potencial eram então treinados na Academia Militar Ludovica em Budapeste (para infantaria ou cavalaria) ou no Colégio János Bolyai de Tecnologia Militar (para tropas de artilharia, engenharia e inteligência). Cursos secretos de estado-maior foram realizados a partir de 1923. O corpo de oficiais superiores era predominantemente composto por ex-oficiais kuk, dos quais um número desproporcional era de origem germano-austríaca.
Além do exército, havia outras organizações armadas que foram parcialmente utilizadas para criar um quadro de treinamento de reservistas militares. A mais importante delas era a gendarmaria (em húngaro: Csendőrség), que era subordinada ao Ministério do Interior e organizada da mesma forma que os distritos militares, e cujo efetivo, em certos lugares, excedia claramente o das forças armadas regulares. Outras organizações que acolheram ex-soldados foram a polícia, a guarda aduaneira e de fronteira e a guarda do tesouro (Finanzwache). A polícia fluvial (em húngaro: Folyamőrség) que monitorava o tráfego no rio Danúbio com 8 barcos de patrulha, inicialmente trabalhou para o Ministério do Interior até ser subordinado em janeiro de 1939 ao Ministério da Defesa como um corpo de tropas fluviais (em húngaro: Magyar Királyi Honvéd Folyami Erők).
O monitoramento pela comissão de controle aliada terminou em 31 de março de 1927 e, no mesmo ano, o governo de István Bethlen assinou um tratado de amizade com a Itália Fascista, que visava contrabalançar o cerco da Hungria pelas potências da Pequena Entente. Nos anos seguintes, o armamento do exército, que até então consistia apenas em estoques de guerra e pré-guerra, foi modernizado e, especialmente sob Gyula Gömbös, ministro da Defesa a partir de 1929, expandido clandestinamente.
O restabelecimento de uma força aérea já havia sido planejado em 1920 pelo Ministério dos Transportes e, a partir de 1925, pelo Escritório Aéreo do Ministério do Comércio. Em 6 de dezembro de 1928, a Força Aérea Real Húngara (em húngaro: Magyar Királyi Honvéd Légierő) foi fundada, mas sua existência foi mantida em segredo até 1938.

### Expansão e mudanças territoriais a partir de 1938
Em 5 de março de 1938, o Primeiro-Ministro Kálmán Darányi anunciou o Programa Győr, que previa o investimento de um bilhão de pengő ao longo de cinco anos na expansão das Forças Armadas. O objetivo provavelmente era garantir um acordo rápido com os Estados da Pequena Entente sobre a igualdade de armas, algo que foi alcançado pelo Acordo de Bled em agosto de 1938. A reorganização do exército começou em 1º de outubro de 1938, sob os planos de mobilização Huba I-III. Nos sete distritos militares, as brigadas mistas foram agora agrupadas em corpos de três brigadas cada (a partir de fevereiro de 1942, divisões leves).
Em novembro de 1938, após a Primeira Arbitragem de Viena, as tropas húngaras ocuparam as áreas disputadas da Eslováquia e da Ucrânia dos Cárpatos. Na região ocupada, um oitavo corpo foi estabelecido. Após a dissolução da Tchecoslováquia em março de 1939, toda a Ucrânia-Cárpato foi ocupada e, um pouco mais tarde, após a breve Guerra Eslovaco-Húngara, uma faixa de terra na Eslováquia Oriental.
Naquele ano, o recrutamento foi reintroduzido. Uma nova lei do serviço militar obrigou oficiais com pais judeus a se retirarem do serviço ativo. Os judeus restantes, juntamente com membros de outras minorias nacionais e soldados politicamente inseguros, foram enviados para servir em batalhões de trabalho desarmado.
Em março de 1940, foram formados três comandos de exército de campanha, cada um com três corpos, juntamente com o Gyorshadtest ("Corpo Rápido"). O Chefe do Estado-Maior General assumiu o comando militar que antes era de responsabilidade do Ministério da Defesa. Ele foi colocado diretamente sob o comando do comandante supremo, o regente.
A Transilvânia Setentrional, prometida à Hungria, foi ocupada em setembro de 1940, após a Segunda Arbitragem de Viena, e um nono corpo foi estabelecido ali. Em 20 de novembro de 1940, a Hungria aderiu ao Pacto Tripartite.
Embora o ministro-presidente Pál Teleki tenha assinado um tratado de amizade e não agressão com a Iugoslávia em dezembro de 1940, em março de 1941 a Hungria permitiu que a Wehrmacht alemã marchasse pelo território húngaro. Em 11 de abril de 1941, após o suicídio de Teleki e a convite de Hitler, o 3º Exército Húngaro juntou-se à Campanha dos Balcãs, na sequência da qual Bačka, Baranya, Prekmurje e Medjimurje foram anexadas.

### Operação Barbarossa
Ao contrário de seu inimigo, a Romênia, a Alemanha não previu a participação da Hungria na Operação Barbarossa e, como consequência, não estava diretamente envolvida nos preparativos para a operação. O Chefe do Estado-Maior General, Henrik Werth, que era de origem alemã, pressionou, no entanto, pela participação húngara na campanha, apoiado pelo Ministro da Defesa, Károly Bartha. Em 21 de junho, como um gesto à Alemanha, a Hungria rompeu relações diplomáticas com a União Soviética. Poucos dias após o início da guerra, em 26 de junho de 1941, aeronaves com marcações soviéticas bombardearam as cidades húngaras ocupadas de Kassa e Munkács, o que deu à Hungria o pretexto para declarar guerra à União Soviética.
Em 1 de julho o chamado Grupo dos Cárpatos (em húngaro: Kárpát Csoport) sob o comando do Major-General Ferenc Szombathelyi, composto pelo VIII Corpo e pelo Corpo Rápido, cruzou a fronteira soviética e chegou ao Dniester em uma semana, encontrando pouca resistência soviética. O VIII Corpo permaneceu então como uma força de ocupação no território conquistado, enquanto o Corpo Rápido sob o comando de Béla Miklós foi subordinado operacionalmente ao 17º Exército alemão para participar de operações subsequentes. Esteve envolvido nas batalhas de Uman e Kiev. No final de outubro, chegou a Izium, no Seversky Donets, antes de ser chamado de volta à Hungria no final de novembro. Hitler havia chegado a um acordo anteriormente, durante uma reunião com Horthy, para fornecer cinco "brigadas de segurança" húngaras para proteger o interior em troca da implantação do Corpo Rápido. Estas foram subordinadas ao grupo de ocupação (em húngaro: Magyar Megszálló Csoport) formada em 6 de outubro de 1941, cuja sede foi transferida de Vinnytsia para Kiev em dezembro.

### 1942–1943
Em 7 de dezembro de 1941, o Reino Unido declarou guerra à Hungria que, em troca, apoiou a declaração de guerra germano-italiana aos Estados Unidos em 13 de dezembro de 1941. Em 17 de janeiro de 1942, a Romênia anunciou que estava participando da campanha de 1942 com dois exércitos e, cinco dias depois, a Hungria declarou que estava pronta para despachar seu próprio exército. Em 11 de abril, o 2º Exército sob o comando de Gusztáv Jány começou a se mover para a frente ocupada pelo Grupo de Exércitos Alemão Sul, perto de Kursk. O exército participou da ofensiva de verão alemã, Fall Blau, que começou em junho de 1942, e chegou ao rio Don ao sul de Voronezh em julho, onde se moveu para posições defensivas.
Em janeiro de 1943, o 2º Exército foi destruído por um grande ataque à Frente de Voronezh (a Ofensiva de Ostrogozhsk-Rossosh). Os remanescentes foram retirados da frente e alocados às forças de ocupação na Ucrânia e no sul da Bielorrússia. No verão de 1943, uma ampla reorganização do exército foi introduzida: o plano Szabolcs I. As divisões leves até então foram em grande parte dissolvidas e, em seu lugar, foram formadas divisões de infantaria e reserva de pleno direito. Dois corpos com um total de nove divisões de segurança permaneceram na União Soviética, onde foram cada vez mais atraídos para a luta contra o avanço do Exército Vermelho.

### 1944

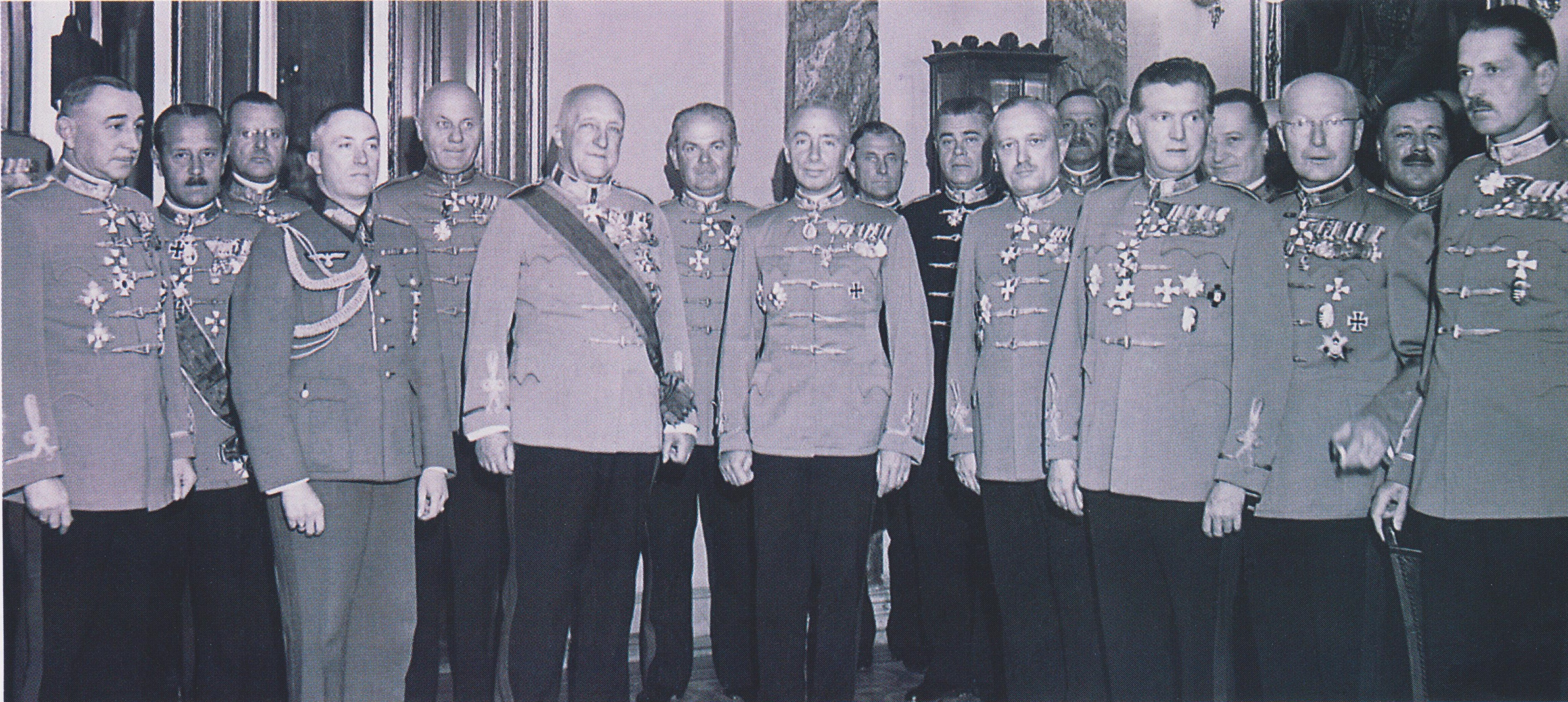
Arquiduque José Augusto e o Estado-Maior do Exército Real Húngaro em 1944.

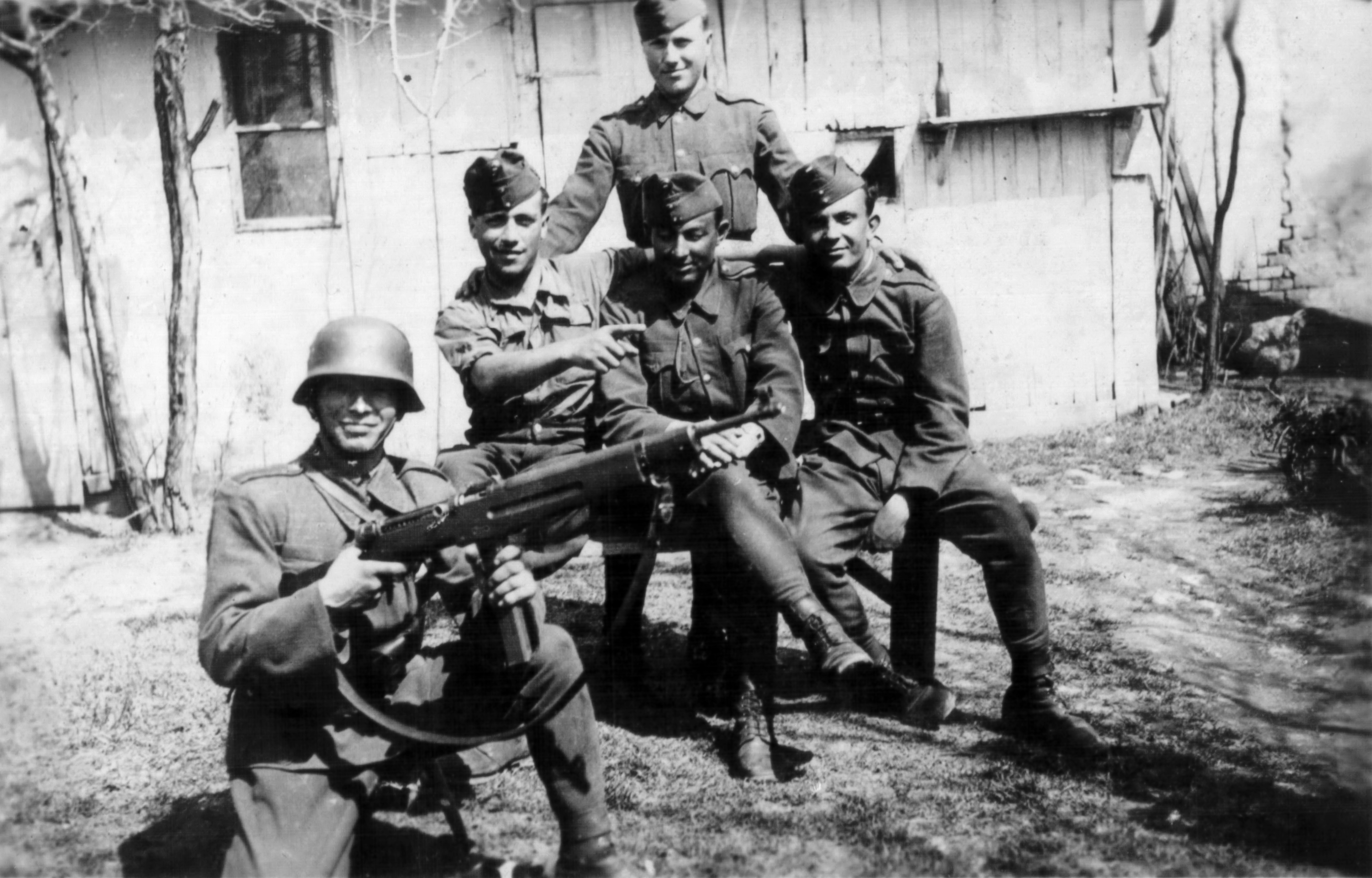
Soldados húngaros nas montanhas dos Cárpatos em 1944.

Após o governo húngaro de Miklós Kállay ter iniciado negociações com as potências ocidentais no verão de 1943 sobre um acordo de paz separado, as relações germano-húngaras pioraram visivelmente. A recusa da Hungria em fornecer tropas para a ocupação dos Bálcãs, bem como suas exigências de retirar as tropas de ocupação da Ucrânia e da Bielorrússia para defender a pátria, foram vistas com desconfiança pelos alemães. Em março de 1944, a Wehrmacht ocupou grande parte da Hungria na Operação Margarethe, a fim de impedi-la de deixar a aliança do Eixo. O exército húngaro, em grande parte desmobilizado, não ofereceu resistência. O governo recém-eleito, sob Döme Sztójay, declarou-se pronto para apoiar os alemães com novos envios de tropas.
Em abril, o 1º Exército, sob o comando de Géza Lakatos, foi enviado para a frente de batalha na Galícia Oriental, a fim de impedir que os soviéticos tomassem os passos dos Cárpatos. Com a ajuda de uma linha de defesa recém-estabelecida, conseguiu se manter ali até julho de 1944, antes de ter que recuar para os Cárpatos diante da Ofensiva de Lvov-Sandomierz.
No final de agosto de 1944, o 2º e o 3º Exércitos foram mobilizados novamente, a fim de defender a Transilvânia e o Sul da Hungria após a mudança de lado da Romênia. O 2º Exército foi subordinado ao Grupo de Exércitos Fretter-Pico. Na sequência da Ofensiva Cárpato-Dukla e da Batalha de Debrecen, os exércitos húngaro-alemão foram empurrados para trás durante setembro e outubro na Grande Planície Húngara. Durante essas batalhas, em 15 de outubro, Reichsverweser Horthy foi removido pela SS após seu acordo unilateral de cessar-fogo com a União Soviética durante a Operação Panzerfaust, e o Partido da Cruz Flechada sob Ferenc Szálasi assumiu o governo e o controle do exército. Como resultado, o comandante do 1º Exército, Béla Miklós, passou para o lado soviético e eles o instalaram como chefe de um governo de oposição com sede em Debrecen. Seu Ministro da Defesa era o ex-Chefe do Estado-Maior, János Vörös, que também havia desertado para os soviéticos.
Um cerco de 102 dias a Budapeste pelas tropas da 2ª e 3ª Frentes Ucranianas começou em 3 de novembro de 1944 e sitiou a cidade até 26 de dezembro. Entre as tropas cercadas que se renderam em 13 de fevereiro de 1945, incluindo unidades da Wehrmacht e da SS, estava o I Corpo Húngaro.

### Fim da guerra e julgamentos de crimes de guerra
O 2º Exército Húngaro foi dissolvido em dezembro de 1944 após sofrer pesadas perdas, e as unidades restantes foram absorvidas pelo 3º Exército. O 1º Exército recuou para o Protetorado da Boêmia e Morávia após a queda de Budapeste, onde se rendeu em maio de 1945 à 4ª Frente Ucraniana. O 3º Exército participou da fracassada Ofensiva de Plattensee em março, após a qual foi em grande parte dissolvido. Os remanescentes se renderam em maio às forças britânicas e americanas na Áustria.
Muitos oficiais húngaros foram condenados e executados por crimes de guerra, incluindo Ferenc Szombathelyi, József Grassy, Ferenc Feketehalmy-Czeydner e László Deák na Iugoslávia por sua participação no massacre de Novi Sad, e Károly Beregfy, Döme Sztójay, Gusztáv Jány e Dezső László na Hungria.

## Forças navais
Em abril de 1919 o governo húngaro estabeleceu as Forças Navais (em húngaro: Hadihajós csapat) sob a autoridade do Ministério da Defesa, com o objetivo de patrulhar o Danúbio. Foi substituído em 1º de março de 1921 pela Guarda Real Húngara (Magyar Királyi Folyamőrség) sob o Ministério do Interior. Entre março de 1927 e maio de 1930, expandiu-se para cerca de 1.700 efetivos, número que se manteve até o fim da Segunda Guerra Mundial. Em 15 de janeiro de 1939, a Guarda Fluvial foi renomeada para Forças Fluviais do Exército Real Húngaro ( Magyar Királyi Honvéd Folyami Erők ) e colocado sob o Ministério da Defesa.  Utilizou patentes navais até 1 de julho de 1944, quando mudou para patentes do exército. Em abril de 1941, participou da invasão da Iugoslávia. A partir de abril de 1944, seus caça-minas auxiliaram a Kriegsmarine (marinha alemã) na limpeza do Danúbio de minas aéreas.
Ordem de batalha (1 de abril de 1940)
- Regimento de Barcos de Patrulha (Budapeste)
  - Grupo I
  - Grupo II
- Regimento de Segurança Fluvial (Újvidék (Novi Sad) depois de abril de 1941)
  - 1 Batalhão
  - 2º Batalhão
  - 3º Batalhão

Comandantes
- Olaf Richárd Wulff (10 de março de 1920 – 30 de abril de 1933)
- Ferenc Galántai Hild (1 de maio de 1933 – 30 de abril de 1934)
- Richárd Dietrich (1 de maio de 1934 – 30 de abril de 1938)
- Ármin Bauszern (1 de maio de 1940 – 30 de abril de 1942)
- Capitão Guidó Tasnády (1 de maio de 1940 – 30 de abril de 1942)
- Vice-Almirante (Tenente-General) Kálmán Hardy (1 de maio de 1942 – 15 de outubro de 1944)
- Major-General (Contra-almirante) Ödön Trunkwalter (16 de outubro de 1944 – 8 de maio de  1945)

## Chefes do Estado-Maior General
- Viktor Lorx (1922)
- Kocsárd Janky (1922–1930)
- Vilmos Rőder (1930–1935)
- József Somkuthy (1935–1936)
- Jenő Rátz (1936–1938)
- Lajos Keresztes-Fischer (1938)
- Henrik Werth (1938–1941)
- Ferenc Szombathelyi (1941–1944)
- János Vörös (1944)
- Károly Beregfy (1944–1945)

## Comandantes em Chefe
- Pál Nagy (1922–1925)
- Kocsárd Janky (1925–1930)
- Kamilló Kárpáthy (1930–1935)
- István Shvoy (1935–1936)
- Hugó Sónyi (1936–1940)